# 96 Herculis
96 Herculis, eller V820 Herculis, är en pulserande ellipsoidisk variabel (ELL) i Herkules stjärnbild.
Stjärnan varierar mellan visuell magnitud +5,25 och 5,28 med en period av 2,5224 dygn.